# Zarema Kasaeva
Zarema Abukarovna Kasaeva (in russo Зарема Абукаровна Касаева?; Čermen, 25 febbraio 1987) è un'ex sollevatrice russa medagliata olimpica e campionessa mondiale ed europea che ha gareggiato nelle categorie dei pesi massimi leggeri (fino a 69 kg.) e dei pesi massimi (fino a 75 kg.).

## Carriera
Dopo aver ottenuto buoni risultati tra gli juniores, Zarema Kasaeva all'età di soli 16 anni si rivelò nella categoria senior dei pesi massimi leggeri, vincendo la medaglia di bronzo ai Campionati europei di Loutraki 2003 con 235 kg. nel totale, dietro la connazionale Valentina Popova (245 kg.) e la bulgara Milena Trendafilova (237,5 kg.).
L'anno successivo prese parte alle Olimpiadi di Atene 2004, conquistando la medaglia di bronzo con 262,5 kg. nel totale, alle spalle della cinese Liu Chunhong (275 kg.) e dell'ungherese Eszter Krutzler, la quale realizzò lo stesso risultato nel totale di Kasaeva, ma si aggiudicò l'argento grazie al suo peso corporeo leggermente inferiore a quello della russa.
Nel 2005 Kasaeva vinse la medaglia d'oro ai Campionati europei di Sofia con 265 kg. nel totale, davanti alla connazionale Ol'ga Kiselёva (252,5 kg.) e all'ucraina Natalija Davydova (242,5 kg.). Lo stesso anno ottenne il più grande successo della sua carriera, vincendo la medaglia d'oro ai Campionati mondiali di Doha con 275 kg. nel totale, battendo la cinese Liu Haixia (274 kg.) e Ol'ga Kiselёva (250 kg.), e realizzando, nel corso di questa competizione, il record del mondo nella prova di slancio con 157 kg.
Nel 2006 Kasaeva passò alla categoria superiore dei pesi massimi e vinse la medaglia di bronzo ai Campionati mondiali di Santo Domingo con 246 kg. nel totale.
Nel 2008 decise di abbandonare prematuramente l'attività agonistica.